# Obeidia horishana
Obeidia horishana là một loài bướm đêm trong họ Geometridae.